# Konstantin Černěnko
Konstantin Ustinovič Černěnko (rusky Константин Устинович Черненко; 24. září 1911 – 10. března 1985) byl sovětský politik a státník, nejvyšší představitel Sovětského svazu v období třinácti měsíců od 13. února 1984, kdy nahradil zesnulého Jurije Andropova, až do své smrti. Byl také předsedou prezídia Nejvyššího sovětu (od 11. dubna 1984) a zároveň posledním představitelem rigidní sovětské gerontokracie typické pro éru stagnace (tzv. „zastoj“). Po něm již nastoupil Michail Gorbačov s programem „přestavby“.
V letech 1965–1982 vedl Černěnko všeobecné oddělení ÚV, které představovalo kancelářskou ústřednu strany a fakticky bylo osobním sekretariátem generálního tajemníka ÚV KSSS. V roce 1976 se stal tajemníkem ÚV a později postoupil i do politbyra. Na konci 70. let se stal jednou z nejvlivnějších postav stranického vedení, přestože jeho zdravotní stav se začal povážlivě zhoršovat. Na svůj politický vrchol se dostal již ve velmi špatné kondici.
Měl posměšnou přezdívku KUČer (КУЧер), což byly jednak iniciály jeho jména, jednak to v ruštině znamená „kočí“ – narážka na jeho venkovský původ a absenci vůdcovského charismatu. Podle svědectví současníků to byl v soukromém životě vcelku slušný člověk (aspoň na poměry bolševické verchušky), měl rád přírodu a poezii, ale byl fyzicky i psychicky slabý, nerozhodný a jeho inteligence byla stěží průměrná. Emigrantský časopis Ruská mysl jej charakterizoval: „Nejvýraznější Černěnkovou vlastností je naprostá absence jakékoli výraznosti.“

## Život
Konstantin Ustinovič Černěnko se narodil v chudé početné rodině v sibiřské vesnici Bolšaja Těs (dnes už neexistující vesnička, zatopená vodami Krasnojarské přehrady). V mládí byl nádeníkem, ve 30. letech sloužil u pohraničníků. Za svou kariéru údajně vděčí sestře, která byla milenkou prvního tajemníka Krasnojarského oblastního výboru strany a zařídila, aby se Konstantin dostal do Moskvy na Vysokou stranickou školu. Později byl přeřazen do Moldávie, kde se ve funkci ředitele tamního stranického agitpropu na počátku 50. let seznámil s Leonidem Iljičem Brežněvem (tehdy vedoucím stranické organizace), což mu později velmi pomohlo v další kariéře. Černěnko se osvědčil jako výkonný byrokrat a loajální vykonavatel Brežněvových pokynů a rozkazů. Brežněv mu absolutně důvěřoval, jako jedinému ze spolupracovníků mu tykal a hrával s ním domino; Černěnko projevoval oddanost šéfovi také tím, že s ním chodil často na hony, ačkoliv to zhoršovalo jeho astma.
Černěnko byl považován za přirozeného Brežněvova nástupce, ale první muž KGB Jurij Andropov využil svého mocenského vlivu a slíbil rozsáhlou modernizaci, takže získal na svou stranu většinu politbyra a byl zvolen generálním tajemníkem. Ambiciózní Andropov odstranil mnoho neschopných a zkorumpovaných funkcionářů, takže po jeho smrti v únoru 1984 všichni s ulehčením nastolili Černěnka, symbolizujícího návrat ke starým časům. Již na Andropovově pohřbu bylo zjevné, že nový vládce šestiny světa postrádá schopnost cokoli řídit. Říkalo se, že Černěnko k moci „nepřišel, ale byl k ní přišourán“. V srpnu 1983 už beztak vážně nemocný Černěnko prodělal těžké alimentární onemocnění poté, co snědl rybu na letním bytě u šéfa KGB Vitalije Fedorčuka (proto se spekulovalo o tom, že byl záměrně otráven). Zbytek života strávil převážně na nemocničním lůžku, v dosahu kyslíkového přístroje. Politolog Leonid Parfjonov o něm prohlásil: „Aniž by nabyl vědomí, ujal se funkce generálního tajemníka.“ Pokud se Černěnko ukázal na veřejnosti, museli ho podpírat příslušníci ochranky a další ho měli za úkol obklopovat v těsném hloučku, aby to vypadalo, že státníkovo tempo chůze sto metrů za čtvrt hodiny není způsobeno fyzickou kondicí, ale tím, že se musí zastavovat kvůli konverzaci se zástupy obdivovatelů.
Černěnkův zdravotní stav a krátkost funkčního období neumožnily významné politické kroky. Za zmínku stojí zastavení či anulování některých procesů s Brežněvovými kleptokratickými spolupracovníky, zahájených za Andropova. Projevem konzervativních tendencí byla i kampaň proti západnímu způsobu života, která vedla k represím proti fanouškům rockové hudby (měla svůj dopad i v Československu) či sci-fi. Černěnko se také pokusil o rehabilitaci do té doby spíše rozpačitě utajovaného Stalina – vznikl např. film Boj o Moskvu, zobrazující Stalina jako moudrého vojevůdce a velkorysého státníka, pozorně naslouchajícího kritice. Do komunistické strany byl s velkými poctami znovu přijat Vjačeslav Molotov, poslední žijící protagonista „kultu osobnosti“.
Praktické bezvládí využili členové politbyra k boji o nástupnictví. Když se největší favorit Viktor Grišin zdiskreditoval korupční aférou na moskevské radnici, zúžil se výběr na dva nejmladší kandidáty: leningradského šéfa strany Grigorije Romanova a Michaila Gorbačova, který využil svého řečnického umění a osobního kouzla (a pečlivě tajil své reformátorské úmysly), takže v březnu 1985 nahradil zemřelého Černěnka na nejvyšším postu.
Černěnkovi se dostalo státního pohřbu a je zatím poslední osobou pohřbenou u Kremelské zdi v individuálním hrobě. Vzápětí upadl v zapomnění, neuskutečnil se ani návrh, aby po něm bylo pojmenováno město Penza.